# Don Knotts
Jesse Donald Knotts (Morgantown, 1924. július 21. – Los Angeles, 2006. február 24.) ötszörös Primetime Emmy-díjas amerikai színész és humorista volt. Legismertebb szerepe Barney Fife volt a The Andy Griffith Show című vígjátéksorozatból, amelyért öt Emmy-díjat nyert. Ő játszotta továbbá Ralph Furley szerepét a nagysikerű Three's Company című sitcomban is. Több filmvígjátékban is játszott, a The Ghost and Mr. Chicken (1966) és a The Incredible Mr. Limpet (1964) című filmekben főszerepet játszott. A TV Guide a huszonhetedik helyre sorolta őt a "minden idők 50 legjobb tévés sztárja" listáján.
2000-ben megkapta saját csillagát a Hollywood Walk of Fame-en.

## Élete
Jesse Donald Knotts 1924. július 21-én született a nyugat-virginiai Morgantownban, William Jesse Knotts és Elsie Luzetta Knotts gyermekeként. Négy gyerekük közül ő volt a legfiatalabb. Knotts szülei a pennsylvaniai Spraggs-ben házasodtak össze. Angol származású felmenőkkel rendelkezik, akik a tizenhetedik században vándoroltak ki Amerikába. Három testvére volt: Willis, William és Ralph "Sid".
Don anyja 40 éves volt, amikor ő született, apja pedig mentális zavarokkal küzdött. Alkoholista és szkizofrén volt; néha késsel fenyegette Dont. Mikor Don 13 éves volt, apja tüdőgyulladás következtében elhunyt. Knotts-ot és testvéreit anyjuk nevelte fel. Ő 1969-ben hunyt el, 84 éves korában. William 1941-ben halt meg, 31 éves korában. Őket a Beverly Hills Memorial Park  temetőben helyezték örök nyugalomra.
A Morgantown High Schoolban tanult. Ezután belépett az amerikai hadseregbe, és a második világháborúban szolgált. Ezt követően a West Virginia Universityn folytatta tanulmányait, ahol 1948-ban diplomázott.  Itt a Phi Sigma Kappa testvériség tagja volt.

## Magánélete
Barátja, Al Checco így jellemezte: "Elég nagy nőcsábász volt. Önmagát gyakran Frank Sinatrának állította be. A nők imádták őt.":11 Knotts háromszor nősült. Első felesége Kathryn Metz volt 1947-től 1964-ig. Válásuk után egyedül nevelte lányát.:11-12 Ezután Loralee Czuchna-t vette feleségül; 1974-ben házasodtak össze és 1983-ban váltak el. Harmadik felesége Frances Yarborough volt 2002-től 2006-ban bekövetkezett haláláig. Egy fia volt, Tom Knotts és egy lánya,  Karen Knotts.
Hipochondriában és makuladegenerációban szenvedett. Betty Lynn így nyilatkozott róla: "Nagyon csendes ember. Nagyon édes. Semmiben nem hasonlít Barney Fife-ra." Mark Evanier a "showbiznisz legkedveltebb embereként" írta le.

## Halála
2006. február 24-én hunyt el a Los Angeles-i Cedars-Sinai Medical Center kórházban, tüdőgyulladás következtében. 81 éves volt. Hónapokkal ezelőtt kezelésen esett át a kórházban, de hazatért, miután többször is jól érezte magát. Knotts-ot a Westwood Memorial Parkban helyezték örök nyugalomra.
Jamie Lester 2016. július 23-án szobrot állított a tiszteletére.

## Érdekesség
A Family Guy című rajzfilmsorozat egyik epizódjában eredetileg maga Don Knotts szólaltatta volna meg a karikatúráját, de végül Seth MacFarlane lett a hangja, mert "Don Knotts nem volt elég Don Knotts-os."